# Наумов, Николай Александрович (губернатор)
Никола́й Алекса́ндрович Нау́мов (ок. 1780 — ок. 1823) — российский государственный деятель, губернатор Рязанской губернии, глава города Таганрог.

## Биография
Происходил из дворян Костромской губернии. Родился предположительно, около 1780 года.
Учился в Харьковском университете. Во время учёбы занимался переводом речей преподавателей, в частности известен изданный в Харькове перевод с французского языка речи профессора Бальи.
22 июня 1819 года назначен Рязанским губернатором, каковую должность занимал до 26 ноября 1821 года. Затем был назначен Таганрогским градоначальником.
Скончался около 1823 года.

## Деятельность в качестве Рязанского губернатора
По всей видимости, Николай Александрович имел обширные планы по благоустройству Рязанской губернии.
27 ноября 1820 года он предоставил генерал-губернатору Балашову записку о реконструкции казённых зданий, имеющихся на подведомственной территории.
В 1820 году Наумов продолжил создание публичного сада, заложенного ещё в 1807 году при губернаторе Муханове.
В Государственном архиве Рязанской области имеется огромное дело с расчётами и планами по прокладке Астраханского тракта от села Поплевино до города Ряжска, начатое по инициативе Наумова. Его переписка с разными инстанциями по поводу строительства продолжалось вплоть до 1826 года, когда он уже находился в должности главы Таганрога.
Одной из важных сфер деятельности администрации в те годы являлось создание инфраструктуры по борьбе с пожарами.
В 1819 году, после обширного возгорания торфа близ пригородного села Никуличи Наумов начинает разработку полноценных пожарных частей. Завершена она была уже при следующем губернаторе — Лобанове-Ростовском, в 1822 году, который принял во внимание предложения своего предшественника.
20 июля 1820 года при Николае Александровиче Наумове Рязань во второй раз посетил император Александр I.